# Pilea intumescens
Pilea intumescens är en nässelväxtart som beskrevs av Charles Budd Robinson. Pilea intumescens ingår i släktet pileor, och familjen nässelväxter. Inga underarter finns listade i Catalogue of Life.